# Sindh-Rüstung
Die Sindh-Rüstung ist eine Rüstung aus der heutigen pakistanischen Provinz Sindh. In historischer Zeit war Sindh ein Teil Indiens (siehe Sindh (Staat)).

## Beschreibung
Die Sindh-Rüstung besteht aus Stahl, Eisen und Messing. Sie besteht aus einem Helm, einem jackenartigen Brustpanzer mit langen Ärmeln, Handschuhen, einer Hose und Schuhen. Alle Rüstungsteile sind aus den gleichen Materialien und in der gleichen Bauart ausgeführt. Im Grunde besteht die Rüstung aus einer Kettenrüstung, in der in regelmäßigen Abständen Platten aus Stahl eingearbeitet sind. Diese Platten sind rechteckig, verschieden lang und breit und in einen Rand aus Messing eingefasst. Sie sind mit dem Kettenpanzer verbunden, indem die Kettenglieder mit den einzelnen Platten verbunden sind. Am Oberarm, im Bereich der Hüfte und der Knie sind zusätzlich Streifen von überlappender Schuppenpanzerung eingearbeitet, die eine bessere Beweglichkeit ermöglichen. Die Schuhe sind in der gleichen Bauweise ausgeführt und mit Leder oder Stoffen ausgepolstert. Der Brustpanzer wurde mit einer Schnürung aus Stoff oder Leder auf der Brust verschlossen. Diese Rüstungen wurden hauptsächlich von berittenen Kriegern benutzt. Zur Rüstung wurden unterschiedliche Helme wie der Kulah-Zirah, der Kulah Khud oder der Sindh-Helm getragen. Das Gesicht ist bei diesen Rüstungen oft mit einem Kettenpanzer, der Augenausschnitte besitzt, verdeckt. Die einzelnen Platten der Rüstung sind meist mit kunstvollen Treibarbeiten verziert oder auch vergoldet.